# ストレゲリア
ストレゲリア（Stregheria、イタリア語発音: [streɡeˈriːa]）は、イタリア系アメリカ人のウィッチクラフトも含む、南ヨーロッパ発祥のウィッチクラフトの様式。ストレゲリアという言葉は「ウィッチクラフト」を意味する古いイタリア語で、現代で最もよく使われている言葉としては「ストレゴネリア」（stregoneria）である。
ほとんどの専門家は、ストレゲリアをウイッカとは別個の伝統であると考えているが、一部の学者はストレゲリアをウイッカの一種または派生物であると考えている。これらはどちらも同じものを信じている。例えば、ストレゲリアはウイッカの信仰と同様に、月神と有角神を中心としたパンテオンを崇拝している。